# Arkusz sprzedażny

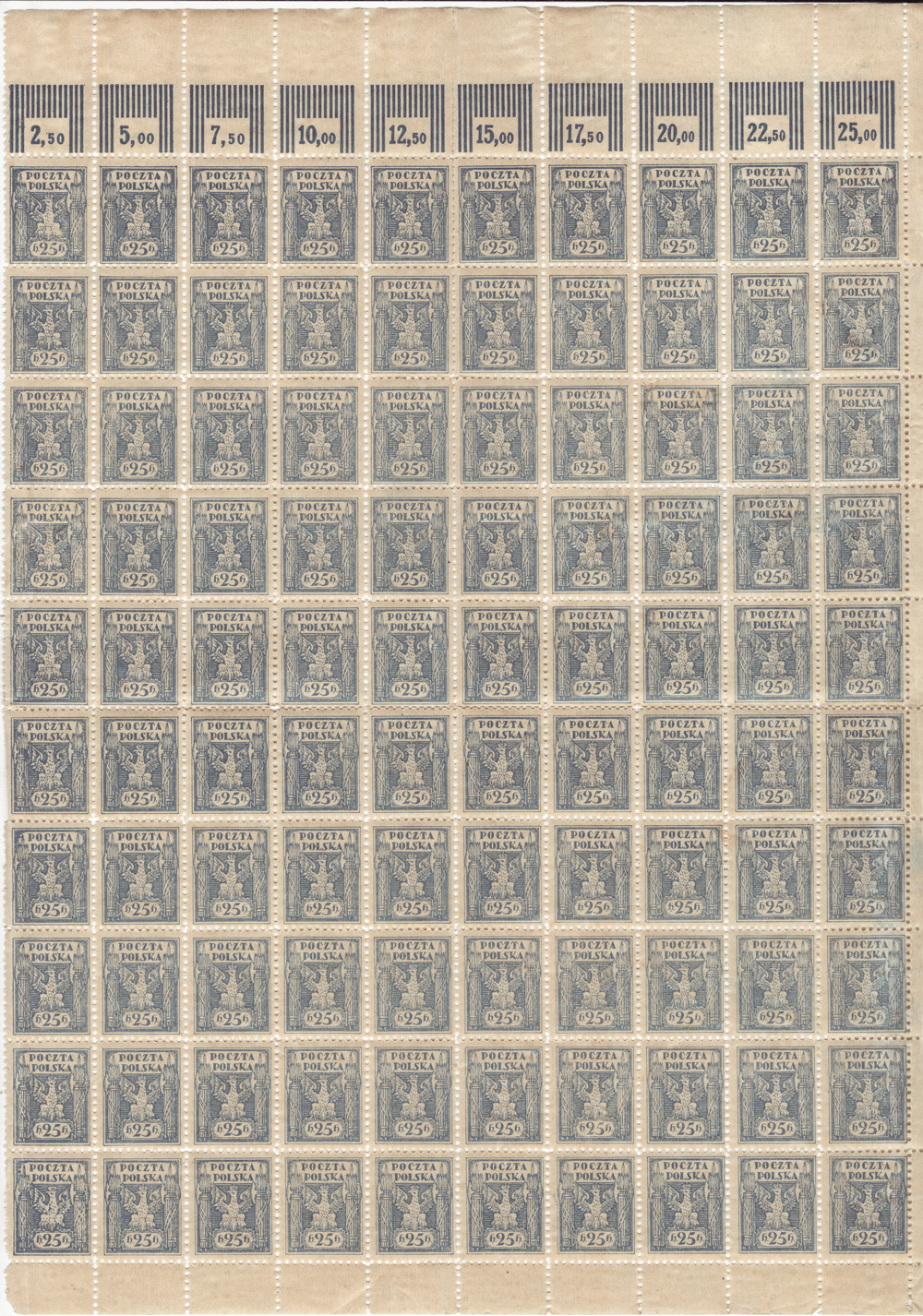
Arkusz znaczka FI 78 z Wydania w walucie koronowej z 1919

Arkusz sprzedażny – arkusz papieru zawierający około od 25 do 240 perforowanych lub ciętych, jednolitych (zazwyczaj) znaczków.
Znaczki w arkuszu otoczone są marginesami. Często można na nich znaleźć różne napisy kontrolne, informacje o pozycji sektora lub sumie wartości znaczków w arkuszu. Pozycje znaczka określa się licząc od pierwszego z lewej strony znaczka u góry idąc w prawo.
Zdarza się, że arkusz podzielony jest na sektory zawierające poszczególne arkusze.
Arkusze sprzedażne pełnią raczej funkcję użytkową (sprzedaż w urzędach pocztowych), ale są również notowane jako egzemplarze filatelistyczne.